# X

علامة «خطأ» تشبه حرف X لكن قد تختلف في معناها، وتشير عادة إلى خطأ.

إكس هو الحرف الرابع والعشرون من الأبجدية اللاتينية.
- في علم الأحياء يدل X على الكروموسوم إكس
- في الرياضيات يدل X على المجهول في الجبر.